# Notomys fuscus
Notomys fuscus és una espècie de mamífer rosegador de la família dels múrids. És endèmic d'Austràlia. El seu hàbitat natural són els camps de dunes. Està amenaçat per la degradació del seu hàbitat pel pasturatge del bestiar i herbívors ferals, la depredació per gats i guineus ferals, la competència amb ratolins domèstics i el canvi climàtic. El seu nom específic, fuscus, significa ‘fosc’ en llatí.